# Lars Borggren
Lars Borggren, född 8 februari 1876 i Maglehems församling, Kristianstads län, död 27 december 1932 i Ängelholms församling, Kristianstads län, var en svensk politiker (socialdemokrat).
Borggren var bageriföreståndare i Ängelholm. Han var ledamot i landstinget från 1910 och ledamot av riksdagens andra kammare 1912–1931 samt av första kammaren från 1932.